# Hughenden Valley
Hughenden Valley – wieś w Anglii, w hrabstwie Buckinghamshire, w dystrykcie (unitary authority) Buckinghamshire, w civil parish Hughenden. Leży 47 km na zachód od centrum Londynu. W 2001 miejscowość liczyła 1586 mieszkańców.